# Cornelis Bakker (natuurkundige)
Cornelis Jan Bakker (Amsterdam, 11 maart 1904 – New York, 23 april 1960) was een Nederlands natuurkundige en algemeen directeur van CERN.

## Biografie
Bakker werd geboren in Amsterdam. Na de hogereburgerschool (HBS), waar hij in 1922 eindexamen deed, ging hij natuurkunde studeren aan de Universiteit van Amsterdam onder Pieter Zeeman. Hij promoveerde er in 1931 op een proefschrift over de effecten van het zeemaneffect op spectraallijnen van edelgassen. Aansluitende werkte hij een jaar bij A. Fowler op het Imperial College of Science in Londen.
In juni 1933 trad hij in dienst van Natlab, het Natuurkundig Laboratorium van Philips in Eindhoven, waar hij onderzoek deed naar draadloze technologie. In de daarop volgende jaren nam zijn interesse in de kernfysica toe wat tijdens de Tweede Wereldoorlog ertoe leidde dat hij, samen met August Heyn, bij Philips bezig hield met de ontwikkeling van een cyclotron.
Na de oorlog volgde Bakker in 1946 Cornelis Gorter op als hoogleraar fysica en directeur van het Zeeman-laboratorium aan de Universiteit van Amsterdam. Tevens werd hij directeur van het Instituut voor Kernfysisch Onderzoek (IKO), een organisatie die gesponseerd door de Nederlandse Organisatie voor Wetenschappelijk Onderzoek (NWO), het centrum vormde voor kernfysisch onderzoek in Nederland.
In 1951 werd Bakker door professor Pierre Auger (toen directeur van de wetenschappelijke afdeling van UNESCO) uitgenodigd om deel te nemen in groep van acht deskundigen om een plan uit te werken voor een toekomstig Europees kernfysisch onderzoekscentrum, het latere CERN dat in februari 1952 werd opgericht. De reden was de bouw van een proton-synchrotron en een 600 MeV synchro-cyclotron in een Europees samenwerkingsverband.
Hetzelfde jaar (1952) werd hij als leider van een groep wetenschappers verantwoordelijk voor het ontwerp en de constructie van de "Synchro-Cyclotron" (SC). Vervolgens werd hij benoemd tot directeur van de SC-afdeling. In 1952 werd Bakker ook lid van de Koninklijke Nederlandse Akademie van Wetenschappen (KNAW). In 1955 volgde Bakker Felix Bloch op als algemeen directeur van CERN. Hij was vijf jaar in functie toen hij in 1960 overleed tijdens een vliegtuigcrash in de Verenigde Staten.